# Mogilewka (obwód kurski)
Mogilewka (ros. Могилевка) – wieś (ros. деревня, trb. dieriewnia) w zachodniej Rosji, w sielsowiecie bierieznikowskim rejonu rylskiego w obwodzie kurskim.

## Geografia
Miejscowość położona jest 10 km od centrum administracyjnego sielsowietu bierieznikowskiego (Bieriezniki), 11 km od centrum administracyjnego rejonu (Rylsk), 105 km od Kurska.
W granicach miejscowości znajduje się 36 posesji.

## Demografia
W 2010 r. miejscowość zamieszkiwało 38 osób.